# Ingrid Baeyens
Pour les articles homonymes, voir Baeyens.
Pas d'image ? Cliquez ici
Ingrid Baeyens, née le 8 janvier 1956 à Ramsel est une himalayiste belge. Elle est la première femme à conquérir l'Annapurna par la face sud en 1991 et la première Belge à atteindre le sommet de l'Everest en 1992.

## Biographie
Née le 8 janvier 1956 à Ramsel,, Ingrid Baeyens découvre l'alpinisme dans les Alpes au début des années 1980. Avec son mari Wim Verbist, Ingrid Baeyens réalise ensuite des expéditions dans la cordillère des Andes jusqu'au décès de son époux en 1987 lors d'une ascension au Pérou. Elle se tourne alors vers les plus hauts sommets himalayens, participant notamment à des expéditions avec Krzysztof Wielicki ou Rob Hall. Première femme belge au somme de l'Everest, devenue en 1992 la femme alpiniste ayant le plus de 8000 à son actif après Wanda Rutkiewicz, Ingrid Baeyens se retire de l'himalayisme de haut niveau après avoir réussi l'ascension de quatre sommets de plus de 8 000 mètres, dont la très difficile face sud de l'Annapurna.

## Principales ascensions
- Gasherbrum II (8 035 m) le 8 août 1988
- Dhaulagiri (8 167 m) le 11 mai 1990
- Tentative d'ascension hivernale du Makalu (8 463 m) en décembre 1990 avec Krzysztof Wielicki[5]
- Annapurna (8 091 m) (face sud par la voie Bonington) le 23 octobre 1991 (première ascension par une femme)
- Everest (8 849 m) le 12 mai 1992 (première ascension par une Belge)